# La Saga de l'Empire skolien

La Saga de l'Empire skolien (titre original : Saga of the Skolian Empire) est un space opera en plusieurs volumes écrit par Catherine Asaro.

## Contexte historique
Six mille ans avant le début de l'histoire, une race inconnue a visité la Terre et y enleva des êtres humains qui furent abandonnés sur la planète Raylicon. Les exilés purent étudier les vaisseaux spatiaux abandonnés en même temps qu'eux sur Raylicon, ce qui leur permit de maîtriser la technologie du voyage spatial. Ils fondèrent ainsi une civilisation interstellaire, l'Empire Rubis, et se mirent en quête de la Terre à laquelle ils avaient été arrachés…
Dirigé par des reines aux pouvoirs d'empathie, l'Empire Rubis connut un court âge d'or pendant lequel fut développée la science de Kyle qui rend possible l'existence du psiber-espace ; sans celui-ci, pas de communications informatiques de système stellaire à système stellaire, pas de connexions instantanées entre les mondes de l'Empire.
La civilisation Rubis, trop fragile, s'effondra sans avoir retrouvé la Terre qui n'avait pas encore dépassé le stade de l'âge de pierre. Les relations entre les mondes de l'Empire se disloquèrent, peut-être rompues par des guerres civiles ; les colonies furent isolées et le secret du voyage spatial fut perdu pendant des milliers d'années : l'Empire Rubis cessa d'exister.
Au XXIIIe siècle, l'espèce humaine peuple deux mille quatre cents planètes, contrôlées par l'une ou l'autre des trois grandes puissances interstellaires : l'Imperium Skolien, le Concordat d'Eubée (ou Empire Troqueur) et les Mondes Alliés de la Terre (ou MAT). Dans ce futur où la Terre est une puissance neutre, un conflit sans fin oppose les deux grandes puissances qui se sont reconstituées quelques siècles auparavant sur les ruines de la civilisation rubienne. Skoliens et Eubiens se distinguent en effet par leur attitude vis-à-vis des empathes et des psions sans lesquels le psiber-espace ne peut exister. La Terre, parvenue à l'espace par ses propres moyens, tente de maintenir la balance entre ses deux puissants voisins. Pourra-t-elle éviter une guerre qui menace de bouleverser l'équilibre de la Galaxie ?

## Science et technologies
L'univers de la Saga constitue pour Catherine Asaro un exutoire de choix pour sa formation de physicienne. Il porte la marque d'un univers de Hard science-fiction très détaillé et réaliste.

## Civilisations et cultures
La Saga présente les interactions entre trois civilisations d'envergure interstellaires qui s'étendent sur les ruines d'un empire disparu.

### Empire Rubis
La civilisation de l'Empire Rubis s'est éteinte des millénaires avant l'époque de la Saga. De ce fait, il n'en subsiste pour la plus grande part que des mythes.
L'Empire Rubis fut fondé par des êtres humains enlevés de la Terre et abandonnés sur la planète Raylicon par une race extraterrestre inconnue. La civilisation rubienne était matriarcale et dirigée par des reines guerrières qui entretenaient des harems masculins. Les reines de la Dynastie Rubis disposaient de pouvoirs d'empathie, ou talents psioniques, dont l'étude déboucha sur la découverte de la science de Kyle à l'aide de laquelle la civilisation rubienne conçut les Serrures grâce auxquelles peut être initié le Réseau Skol.
L'Empire Rubis s'effondra en raison de sa fragilité intrinsèque. Le voyage spatial et la science de Kyle furent oubliés par l'humanité. Ce n'est que bien des millénaires plus tard, au XIXe siècle de l'ère chrétienne, que le voyage spatial fut redécouvert sur Raylicon.
À l'heure actuelle, nul n'a encore été capable de reproduire les Serrures du Réseau Skol. Les Serrures sont donc les seuls artefacts à avoir survécu à l'Empire Rubis et elles sont indispensables à l'activation du Réseau.

### Imperium Skolien
L'Imperium Skolien est l'une des deux civilisations interstellaires fondée sur les ruines de l'Empire Rubis. Il rassemble neuf cents mondes gouvernés par une Assemblée démocratique des peuples skoliens. L'Imperium se caractérise par son utilisation de la Science de Kyle grâce à laquelle il maintient le Réseau Skol fondé par les psions Rhon. Le Réseau Skol permet à l'Imperium d'entretenir une flotte spatiale redoutable : les FSI.
Les Skoliens impriment leur marque sur leur époque par leurs talents scientifiques ainsi que par une véritable dévotion aux causes qui leur sont chères.

### Concordat d'Eubée
Le Concordat d'Eubée est l'autre civilisation émergée de l'Empire Rubis éteint. Il est souvent désigné par l'expression « Empire Troqueur », mais les Eubéens ne reconnaissent pas eux-mêmes cette désignation. Le Concordat d'Eubée est une société de castes définies par des critères génétiques : du haut vers le bas de l'échelle, on trouve les Aristos, les contremaîtres et les donneurs. Il contrôle mille deux cents mondes à l'aide d'une puissance militaire appelée « ASE ».
Les Eubéens ont recours à l'esclavage ainsi qu'à toutes ses formes de répression. Ils ont un sens aigu de l'esthétique et possèdent souvent un véritable génie artistique.

### Mondes Alliés de la Terre
Les Mondes Alliés de la Terre (ou « MAT ») dépendent du gouvernement de la Terre. Des trois civilisations interstellaires du XXIIIe siècle, c'est la seule à ne pas être issue de l'Empire Rubis disparu. De ce fait, son extension spatiale est bien moindre : les MAT veillent aux destinées de trois cents mondes. Les MAT ignorent la science de Kyle et ils sont souvent décrits comme moins puissants que l'Imperium Skolien et le Concordat d'Eubée, même si la Terre est l'une des planètes les mieux défendues de la Galaxie, approximativement à égalité avec les capitales skoliennes et eubéenne.
Les MAT sont présentés comme une force plus diplomatique que militariste et qui cherche à exister en maintenant l'équilibre entre ses deux puissants voisins.

## Volumes traduits en français
Tous les volumes sont parus aux éditions Mnémos puis repris en poche pour les trois premiers par les éditions Pocket.
1. Point d'inversion (Primary inversion, 1995) révèle les circonstances de la rencontre entre Sauscony Valdoria, héritière de l'Imperium Skolien, et Jaibriol Qox, fils de l'Empereur Eubien.
2. Radiance (The Radiant Seas, 1999) relate les événements de la Guerre de Radiance, consécutive à la disparition de Sauscony et de Jaibriol.
3. Quantum Rose (The Quantum Rose, 2000) présente la rencontre, sur l'une des colonies perdues de l'Empire Rubis, d'un psion Rhon avec une indigène.
4. Soleil ascendant (Ascendant Sun, 2000) évoque le retour de Kelric Valdoria, le frère de Sauscony, disparu plusieurs années avant les événements racontés dans Points d'Inversion.